# Charles-Guillaume de Hesse-Darmstadt
Charles-Guillaume de Hesse-Darmstadt (17 juin 1693, Nidda - 17 mai 1707, Gießen) est un prince de Hesse-Darmstadt.

## La vie
Charles Guillaume est le deuxième fils d'Ernest Louis, Landgrave de Hesse-Darmstadt (1667-1739) de son mariage avec Dorothée Charlotte de Brandebourg-Ansbach (1661-1705), fille d'Albert II de Brandebourg-Ansbach.
Quand Charles-Guillaume a quatre ans, son père le nomme Colonel du régiment de Hesse-Darmstadt Kreis. Deux ans plus tard, l'éducation de Charles William est confiée à Johann Conrad Dippel à Gießen, où le comte et sa famille fuient devant l'avancée des troupes françaises.
Charles-Guillaume est décédé à l'âge de 13 ans, pendant la Guerre de Succession d'Espagne. Son frère cadet, le Prince François-Ernest de Hesse-Darmstadt , prit sa place à la tête du Régiment.